# Декоративні породи кролів

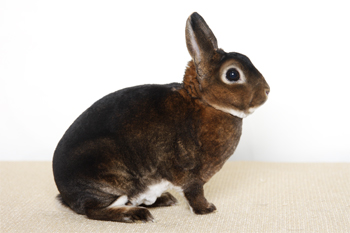
Кріль породи карликовий рекс.

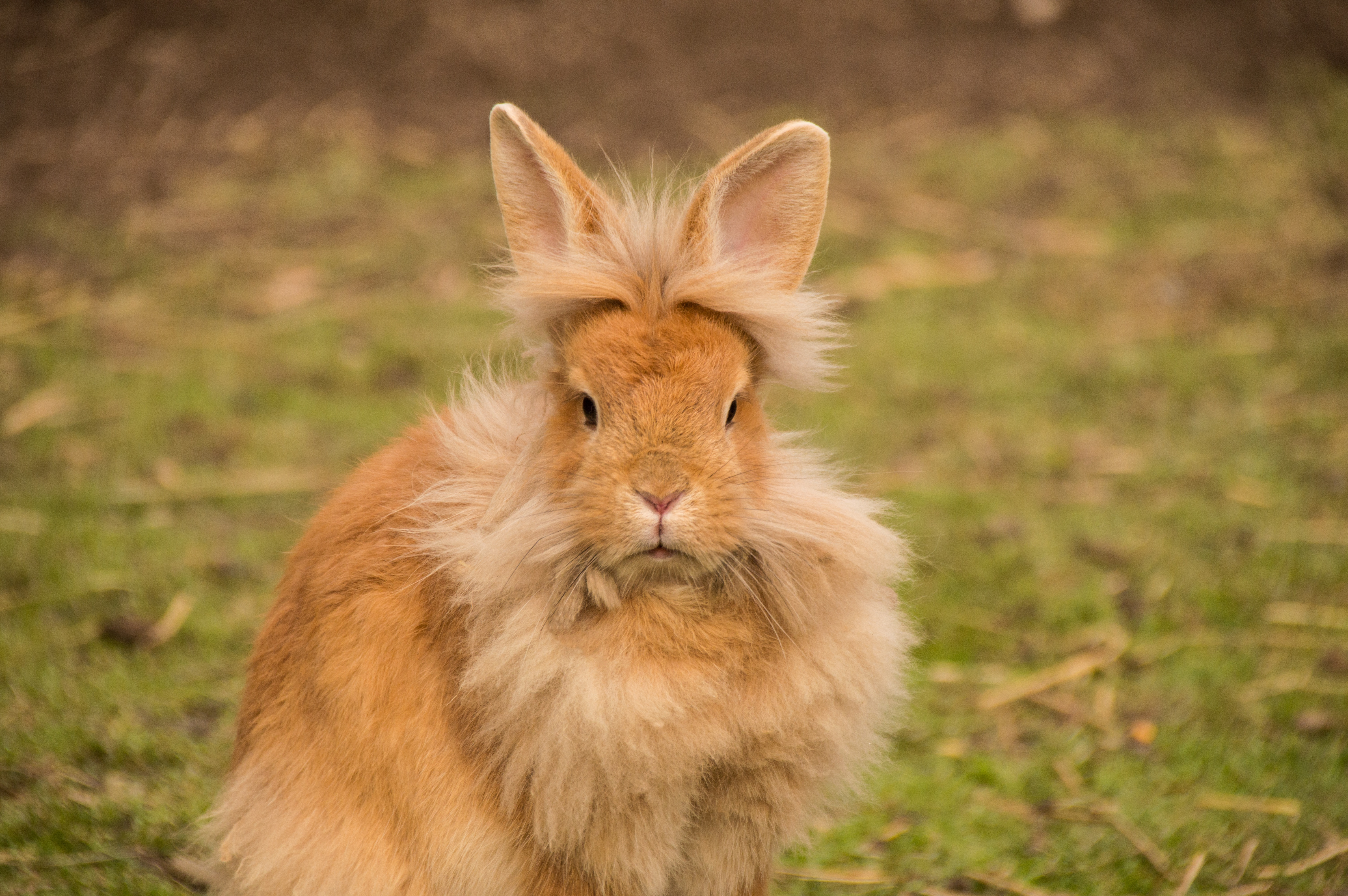
Кріль левоголової породи.

Всі породи карликових кролів створювалися для утримання в домашніх умовах. Завданням селекціонерів багатьох порід карликових кролів було виведення не просто ефектних, привабливих декоративних тварини, багато років проводилися роботи спрямовані на поліпшення поведінкових характеристик, на придбання породою особливих властивостей і якостей для перетворення просто привабливої тварини в чарівного і зручного в утриманні домашнього вихованця.

## Історія
Вперше карликовий різновид домашнього кролика був виведений англійськими селекціонерами в 1870-х роках. Порода отримала назву польський кролик. Після показу польських кроликів на виставці 1884 року, вони потрапили до Німеччини, де стали дуже популярними, і в 1920 році з'явився німецький варіант породи — гермелін.
У 1930-х роках нідерландські селекціонери вели роботи по виведенню кольорових карликових кроликів і в 1950 році з'явився стандарт нідерландської породи кольорових кроликів з геном карликовості (dwarf gene).
Всі подальші роботи селекціонерів, спрямовані на виведення нових порід карликових кроликів, велися з використанням Нідерландської породи кролів.
В наш час згідно зі стандартами, прийнятими в Європі і США, карликовим, в залежності від породи, вважається дорослий кролик максимальною масою 3-5 фунтів — 1,5-2,5 кг.

## Популярні породи карликових кроликів
- Гімалайський кролик (Himalayan Rabbit)
- Голландський кролик (Dutch Rabbit)
- Голландський триколірний кролик (Dutch Tri-Coloured Rabbit)
- Польський кролик (Polish Rabbit)
- Британський мініатюрний кролик (Britannia Petite Rabbit)
- Гермелін (Hermelin kaninchen)
- Карликовий баран (Dwarf Lop Rabbit)
- Карликовий Сатиновий кролик (Mini Satin)
- Карликовий рекс (Mini Rex Rabbit)
- Висловухий мініатюрний лев (Miniature Lion Lop Rabbit)
- Карликовий левоголовий кролик (Lionhead Rabbit)

Перед придбанням карликового кролика необхідно познайомитися з особливостями обраної породи, придбати все необхідне для створення оптимальних умов утримання та догляду за майбутнім домашнім улюбленцем. Породисті тварини коштують значно дорожче безпородних. Середня тривалість життя карликових кроликів 5-10 років і залежить від породи та умов утримання.